# Lipők Lajos
Lipők Lajos (Kemecse, 1946. augusztus 22.) labdarúgó, balhátvéd, magyar ligaválogatott, edző. DVSC legendás alakja. 1969-1979 között 10 éven át volt a csapat játékosa, ebből 7 éven át csapatkapitányként vezette pályára a csapatot. Ez idő alatt 356 bajnoki mérkőzésen szerepelt, ezzel a DVSC-ben lejátszott mérkőzések számát tekintve az örökrangsorban 3. helyen áll. 1.: Komlóssy Imre (444 meccs, 19 év alatt), 2.: Dombi Tibor (437 meccs, 17 év alatt), 3.: Lipők Lajos (356 meccs, 10 év alatt). Az viszont rekord, hogy a 356 bajnoki mérkőzésből 352-szer a kezdő sípszótól a végső hármas sípszóig végig a pályán volt. Plusz rekord, hogy az első 203 mérkőzését megszakítás nélkül végigjátszotta. 204. bajnokiján a Kaposvár ellen kiállították az 57. percben (érdekesség: az első félidőben szögletből érintés nélkül csavarta a labdát a hálóba). Hátvéd létére 25 gólt szerzett (DVSC színeiben), így az örökranglista 16. helyén áll.

## Gyermekkor
Sportolói pályafutását 1959-ben kezdte, mint kézilabda játékos. Szerepelt Kemecse megyei I. osztályú csapatában, egészen 1962-ig. Mellette versenyszerűen focizott és asztaliteniszezett. 1961 augusztusában lett igazolt labdarúgó szintén Kemecsén, és 1962 júniusáig párhuzamosan játszott a megyei I. osztályban mint kézilabdás és a megyei II. osztályban mint labdarúgó. Azután végleg a labdarúgás mellett döntött.
Pályafutása alatt az erőnléte mindig kiváló volt. Ezt talán az alapozta meg, hogy ő vitte vissza az elkészített ruhákat a megrendelőhöz, ugyanis édesapja szabómester volt. Néha bizony megtett 20-30 kilométert is oda-vissza, ha volt bicikli, akkor azzal, ha nem, akkor futva. Igyekezett is, hogy a barátokkal még tudjon focizni sötétedés előtt. A futballbeli technikai képességét édesapja javaslatára úgy fejlesztette, hogy a házuk tetejére dobálta a labdát, és a visszahullót úgy próbálta levenni, hogy a lábán maradjon.

## Ligaválogatott
1972-ben kétszer is meghívást kapott az NBI/B-s ligaválogatottba. Először a jugoszláv ligaválogatottal mérkőztek, majd a magyar utánpótlás-válogatott ellen lépett pályára a Népstadionban.
1977 januárjában ismét meghívást kapott a ligaválogatottba, és Moszkvában szerepeltek teremtornán. A keret névsora: Pálinkás, Bodnár, Lipők, Aranyosi, Szendrei, Simon, Budavári, Vida, Lechner, Fülöp, Kincses, Dárdai P., Galántai, Csizmadia, Zöldi, Esterházy. Eredményeik: Akademik ellen 2:2, Dinamo Moszkva ellen 3:3, CSZKA Moszkva ellen 4:4. A 3-4. helyért a Lokomotiv Moszkva ellen mérkőztek, és miután kikaptak 1:0-ra, a 4. helyen végeztek.

## Érdekességek
1964. július 22-én Nagykálló együttese barátságos mérkőzésen megküzdhetett a magyar olimpiai válogatottal.
Magyar olimpiai válogatott: Gelei-Káposzta, Orbán, Somodi-Palotai, Menczel-Puskás L., Dunai III., Bene, Korsós, Zámbó. Edző: Sárosi László